# Hårnating
Hårnating (Ruppia maritima) är en växtart i familjen natingväxter. 